# Tannerie royale de Lectoure

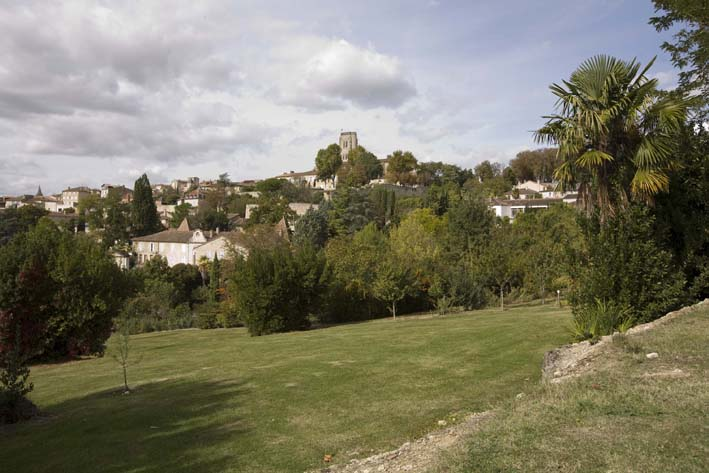
Vue de Lectoure, avec la tannerie royale

La tannerie royale est un édifice typique de l’architecture industrielle du XVIIIe siècle, situé à Lectoure (Gers). Cette entreprise fut en activité pendant près d’un siècle, laissant un ensemble architectural d’un grand intérêt.

## Situation
La tannerie royale est édifiée rue Claude-Ydron, un ancien consul de la cité qui a donné son nom au quartier d’Ydronne. Le nom d’Ydronne (écrit avec de nombreuses variantes orthographiques), resta appliqué au lieu après que la tannerie eut cessé son activité.
Au pied des remparts de la ville, notamment d’une demi-lune qui défendait l’angle sud de l’enceinte médiévale, se trouve le lieu nommé Saint-Clair où une source abondante pouvait fournir l’eau nécessaire au travail de la tannerie, jointe à celle de la fontaine Diane voisine. Jusqu’au-delà du milieu du XXe siècle nombreuses étaient les personnes qui allaient chercher cette eau pour leur consommation, persuadées de ses vertus réelles ou supposées, alors que celles de la fontaine Diane voisine étaient depuis longtemps déclarées non potables.
La construction et les terrains de la tannerie sont situés sous un ancien bastion triangulaire qui se raccordait au mur de la demi-lune à l’angle Sud-Est de la ville. Les frères Duclos en font état dans leur demande de protection royale en faisant valoir que ce rempart n'a plus d'utilité dans les fortifications. Il était percé d'une porte au niveau de la rue actuelle. Ces deux remparts formant un angle droit sont très visibles sur les plans anciens et restent perceptibles sur les vues aériennes. 
La construction et l’organisation générale de la tannerie tirent parti de la forte déclivité du terrain. En venant de la ville, au nord, le piéton accède à la deuxième cour triangulaire par un escalier à double révolution, tandis que l’entrée « officielle », permettant l’accès des voitures — tant carrosses que charrettes — et des cavaliers, marquée par un arc de triomphe, se trouve tout en bas, au sud. Une longue allée, passant entre les bâtiments industriels (aujourd’hui disparus), logements des ouvriers et du directeur, menait à la première cour et au bâtiment principal. Les divers magasins et les bacs de fabrication (« à la française », « à l’anglaise », « à la jusée ») se trouvaient dans la partie ouest.

## Histoire
La tannerie est construite en 1752 sur les plans de l’architecte Pierre Racine, à la demande des frères Duclos, de riches négociants originaires de Toulouse. De petites tanneries existent déjà dans ce quartier, dit alors de Hountélie, du nom de la fontaine (dite aussi fontaine Diane) qui l’alimente en eau. Elles se trouvent le long d’une étroite ruelle (« carrelot ») en pente, qui a conservé le nom de carrelot merdous justifié par les odeurs générées par cette activité. La plus importante de ces tanneries, appartenant à la famille Pérès, parvient par héritage entre les mains des frères Duclos, qui rachètent les ateliers voisins et envisagent la construction d’une véritable usine. Le nouvel établissement affiche de grandes ambitions. Les avantages sont nombreux : l’élevage local fournit les peaux, la forêt voisine du Ramier, les écorces pour fabriquer le tan, les sources de Saint-Clair et de la fontaine Diane, l’eau en abondance. La tannerie possède en outre un moulin sur le Gers avec deux meules pour broyer le tan. De plus, les guerres en cours (la guerre de Sept Ans) assurent des débouchés militaires pour les productions, notamment le cuir pour les souliers des soldats et les harnachements pour la cavalerie.. 
Près de deux cents ouvriers travaillent à la construction lorsque l’évêque de Lectoure Mgr de Narbonne-Pelet vient solennellement bénir la première pierre, le 30 janvier 1752. La tannerie est achevée l’année suivante et avec le soutien de l’intendant de Gascogne d’Étigny, le 22 avril 1754, le roi délivre les lettres patentes qui en font une « tannerie royale », avec tous les privilèges attachés à ce titre : exemption de droits et de taxes sur les marchandises produites, exemption de milice pour les dirigeants et ouvriers, exemption de logement des militaires, etc. Avec une centaine d’ouvriers, l’établissement fonctionne à plein rendement, non sans quelques difficultés. La plupart des ouvriers sont hautement qualifiés et viennent de l’extérieur, parfois de très loin. Ils s’opposent fréquemment à la population locale. Joseph Duclos, directeur (tandis que son frère Jean est à Valence, en Espagne), doit faire face à des difficultés qui sont essentiellement dues à la maison de commerce toulousaine (en 1758, leurs associés parisiens font faillite). 
En 1770, la direction est assurée par un négociant de Lectoure, Druilhet, qui a commencé par en être le régisseur, et qui s’associe ensuite avec son cousin Darribeau, cependant que les frères Duclos s’opposent entre eux sur la propriété de la tannerie. L’épizootie de 1774 provoque des difficultés dans l’approvisionnement en peaux. Réduite à une soixantaine d’ouvriers, la tannerie traverse cependant la Révolution sans trop de difficultés. Les frères Duclos disparus, leur héritier Pierre Peyrolon veut se débarrasser de cette entreprise qu’il ne connaît pas. Son fils François vend la tannerie à Druilhet et Darribeau pour 46 000 francs.
Sous la monarchie de Juillet, la tannerie passe entre les mains de Gauran fils, maire de Lectoure. Elle subsiste de plus en plus difficilement face à une concurrence industrielle croissante. L’activité cesse vers le milieu du XIXe siècle.
Le bâtiment connaît ensuite des fortunes diverses. Il abrite une distillerie, entre les deux guerres une salle de cinéma. Après la Seconde Guerre mondiale, il est transformé en maison de retraite.
C’est aujourd’hui une propriété privée.

## Architecture
Les plans de Pierre Racine témoignent du souci d’une organisation rationnelle qui laisse sa part à l’esthétique. La réalisation qui a suivi n’a pas atteint tous les objectifs escomptés (par exemple, il y a eu moins de bassins que n’indique le plan), mais elle reste exemplaire d’une architecture pré-industrielle au siècle des Lumières.
On arrivait à la tannerie par la route royale, à mi-pente entre la plaine du Gers et l’entrée est de la ville. On franchit un portail en forme d’arc de triomphe avec un arc en segment de cercle, surmonté d’un fronton triangulaire, au centre duquel un écusson portait les armes royales et la date 1754, martelées à la Révolution. Au-dessous, un cartouche portait l’inscription « MANUFACTURE ROYALE », aujourd’hui disparue. Une longue allée mène au bâtiment principal élevé sur une terrasse.
Le bâtiment principal occupe la partie haute, au nord, de la parcelle. C’est un long rectangle, traversé par un passage central voûté surmonté d’un fronton circulaire portant une horloge (aujourd’hui disparue) qui rythmait les heures de travail. L’horloge était elle-même surmontée de trois petites cloches sur un support de ferronnerie, ornées de silhouettes en métal découpé représentant la Vierge entourée de deux anges sonnant de la trompe. Le bâtiment, à un étage, est couvert d’un toit en bâtière. Se joint à ce bâtiment un retour, côté est et vers le sud, où se trouvaient les logements. Du côté de la petite cour nord, à chaque extrémité du bâtiment, s’élève un petit pavillon avec toit à quatre pentes et lucarnes, dont la façade sur la cour est convexe. Ces pavillons permettent d’occuper l’angle aigu formé par la façade principale et les murs de la cour. 
Venant de la ville, on entre dans la petite cour par une porte monumentale suivie d’un escalier à double révolution. La cour, comme le bâtiment et la partie haute de la parcelle, est délimitée à l’ouest par un vestige de rempart oblique se poursuivant ensuite à angle droit, et qui devait rejoindre le mur de la demi-lune, ne laissant pour passage qu’une porte sur la rue actuelle, porte disparue aujourd’hui mais dont les montants sont visibles sur les plans de Pierre Racine. Au revers du fronton de la porte d’entrée, on peut lire la date 1754 et l’inscription « MANUFACTURE ROYALE ». À gauche de l’escalier, un guichet est surmonté de la date 1754 et de l’inscription gravée dans la pierre : « PARLE AV SVISE », enjoignant au visiteur de s’adresser au gardien (le « suisse ») dont la loge se trouve là. Dans la courbe de l’escalier prend place une fontaine, dont l’eau était issue de la source Saint-Clair située un peu plus haut.
La tannerie royale de Lectoure a été inscrite Monument historique le 22 février 2006 complétée par une inscription le 13 septembre 2018.

## Sources
- Histoire de Lectoure, sous la direction de Maurice Bordes et Georges Courtès, Lectoure, 1972.
- Collectif, Sites et monuments du Lectourois, Auch, imprimerie Bouquet, 1974
- Maurice Bordes, Les Frères Duclos et la tannerie royale de Lectoure au XVIIIe siècle, Bulletin du comité des travaux historiques, 1954, p. 91-102
- Notice no PA32000020, sur la plateforme ouverte du patrimoine, base Mérimée, ministère français de la Culture